# Zélia Avezou
Zélia Avezou (* 10. April 2004 in Igny) ist eine französische Sportkletterin.

## Karriere
Avezou wuchs in einer Kletterfamilie auf: Ihre Mutter Cécile Avezou sowie ihr Bruder Sam Avezou klettern ebenfalls. Sie nimmt an Wettkämpfen in den Disziplinen Bouldern und Lead teil.
2021 und 2022 wurde sie Jugend-Europameisterin sowie Jugend-Weltmeisterin im Bouldern. Bei ihrem ersten Weltcup in Meiringen 2022 errang sie den 41. Platz. Beim Weltcup in Innsbruck 2023 schaffte sie es im Bouldern auf Rang 7. Bei den World Games 2022 in Birmingham wurde sie ebenfalls Siebte. Bei den Europaspielen 2023 wurde sie Erste im Bouldern und Zweite im Lead.
Bei der Kletterweltmeisterschaft 2023 in Bern schaffte sie es ins Finale im Bouldern und wurde mit zwei Tops und vier Zonen Vierte. An der Europameisterschaft 2024 in Villars-sur-Ollon gewann sie in der Kombination aus Bouldern und Lead die Bronzemedaille. Im Wettbewerb nur für Lead wurde sie siebte und im Bouldern zehnte.
In der olympischen Qualifikationsserie qualifizierte sie sich für die Olympischen Spiele 2024 in Paris. Dort belegte sie den 14. Platz.